# Isekai Maou to Shoukan Shoujo no Dorei Majutsu
Isekai Maou to Shoukan Shoujo no Dorei Majutsu (異世界魔王と召喚少女の奴隷魔術 Isekai Maō to Shōkan Shōjo no Dorei Majutsu?, lit. El Señor Demonio de otro mundo y la magia esclavizante de la chica invocadora), conocida en inglés como How Not to Summon a Demon Lord, es una serie de novelas ligeras japonesas escrita por Yukiya Murasaki e ilustrada por Takahiro Tsurusaki. Las novelas ligeras son publicadas en inglés por J-Novel Club. Una adaptación al manga hecha por Naoto Fukuda ha estado en publicación desde 2015 y está licenciada por Seven Seas Entertainment. Una adaptación a serie de anime producida por Ajia-do Animation Works se transmitió del 5 de julio al 20 de septiembre de 2018. La segunda temporada del anime se estrenó en Japón el 8 de abril de 2021 y Crunchyroll transmitió el anime a nivel mundial.
Adicionalmente, la segunda temporada cuenta con dos versiones que añaden escenas sin censura que no pudieron ser transmitidas en la versión para televisión:
- Puchi Maou Ver (Version pequeño rey demonio): A diferencia de la versión emitida en televisión, esta versión modifica algunos ángulos de la cámara que permiten ver más a detalle algunas escenas explícitas y también se integran nuevos efectos especiales.
- Maji Maou Ver (Versión Rey demonio de la vida real): Esta segunda versión anunciada ya se pudo apreciar en la primera temporada del anime y tiene la peculiaridad de ser la versión de director que añade contenido que por las normas en Japón no podrá ser emitido en televisión.[1]

## Argumento
En el MMORPG Cross Reverie, Takuma Sakamoto es tan poderoso que es llamado "Diablo", una especie de "Supremo demonio" por los otros jugadores. Un día es invocado a un mundo paralelo, pero llega a éste con la misma apariencia que tenía en la última actuación suya en el juego. Ya allí conoce a dos chicas que se proclaman a sí mismas como sus Invocadoras, y como forma de asegurarse su fidelidad, tratan de realizar un ritual de esclavitud para convertirlo en su familiar, pero cuando la habilidad pasiva de Takuma ("Reflexión mágica") se activa, son las chicas las que quedan esclavizadas. Aunque Takuma puede ser el hechicero más fuerte que existe, no tiene idea de cómo interactuar y/o relacionarse con otras personas. Es aquí donde él hace su elección: actuar basándose en la personalidad de su rol en el juego.

## Personajes
Takuma Sakamoto (坂本 拓真 Sakamoto Takuma?) / Diablo (ディアヴロ Diavuro?)
Seiyū: Masaaki Mizunaka
Takuma es el protagonista masculino de la serie. Era un jugador de Cross Reverie que controlaba el personaje de Diablo, conocido como el verdadero Rey Demonio. Siempre derrotó a los jugadores con mejores equipos y habilidades abrumadoras, refrenándose por ser demasiado fuerte. Pero un día fue invocado a otro mundo, reencarnándose en el cuerpo de su personaje, Diablo, encontrando a dos chicas, una pantherian y una elfa, que afirmaban haberlo invocado para convertirse en el esclavo de alguna de ellas. Debido a la habilidad de su anillo, la magia de esclavitud rebotó contra ellas, por lo que se convirtieron en sus esclavas. Su nivel es demasiado abrumador que no ser medido por el espejo del edificio del gremio de Faltra (al cual casi destruye en el intento), pero es declarado por él mismo que su nivel es 150.
Shera L. Greenwood (シェラ・L・グリーンウッド Shera Eru Gurīn'uddo?)
Seiyū: Yū Serizawa
Shera L. Greenwood es una de las protagonistas femeninas de la serie. Ella es una elfa y una de las dos Invocadoras de Diablo. La razón por la que ella lo invocó fue para tener más fuerza y poder vivir en libertad. Es capaz de ver el flujo de poder mágico. Ella tiene 15 años de edad. Su nivel es 30.
Rem Galleu ( レム・ガレウ Rem Gareu?)
Seiyū: Azumi Waki
Rem Galleu es una de las protagonistas femeninas de la serie. Ella es una pantherian que se convirtió en invocadora y no tuvo más remedio que convertirse en aventurera y continuar demostrando su fuerza, con el objetivo de exterminar al Rey Demonio Krebskulm. Más tarde se revela que el alma de Krebskulm está sellada en su cuerpo y en caso de que Rem muera, el alma será liberada. Es una invocadora de nivel 40.
Alicia Crystella (アリシア・クリステラ Arishia Kurisutera?)
Seiyū: Yumi Hara
Alicia Crystella es una Caballero Imperial humana. Nació como hija de un duque. A simple vista, es una persona amable, educada, amistosa y gentil con un fuerte sentido de la justicia moral hacia cualquiera que amenace la paz y la seguridad del reino y su gente. Pero en realidad, odia a la raza humana en general, incluida ella misma, llamándolas antiestéticas y débiles. Esto se debe al maltrato que sufrió por parte de sus padres y la humillación de los Caballeros Imperiales por ser mujer. Contrariamente a esa creencia, ella realmente admira a los seres demoníacos, considerándolos formas de vida hermosas y superiores. 
Sylvie (シルヴィ Shiruvi?)
Seiyū: Rumi Ōkubo
Sylvie es la maestra del Gremio de Aventureros en la ciudad de Faltra.
Edelgard (エデルガルト Erudorugaruto?)
Seiyū: Emiri Katō
Edelgard es un caído (ser demoníaco). Se la ve montada en una criatura parecida a un dragón, pero cuando entra en combate, desciende de él y lucha rápidamente con su lanza debido a que su bestia demoníaca estaba paralizada por el miedo. Ella comandó a Gregore y al ejército que atacó la ciudad de Faltra, pero fue derrotada con el resto de los seres demoníacos por la magia suprema de Diablo. Su nivel se desconoce pero demuestra ser lo bastante poderosa como para resistir el White Nova de Diablo.
Klem (クルム Kurumu?)
Seiyū: Atsumi Tanezaki
Krebskulm es la gobernante de los Caídos (Seres Demoníacos). Ella tiene una afición por las galletas. Más tarde, después de que Rem fuera atacada, toma su verdadera forma.
Celestine Baudelaire (セレスティーヌ・ボードレール Seresutīnu Bōdorēru?)
Seiyū: Sayaka Senbongi
Es la líder de los magos de la ciudad. Es quien mantiene en pie la barrera que evita a los caídos ingresar a la ciudad. Es una de las pocas personas que conocen el secreto de Rem.
Mei (メイ Mei?)
Seiyū: Yūka Morishima
Es la encargada de la posada Respiro. Se hace llamar "idol". Ella es una pantherian.
Emile Bichel Berger (エミール・ビュシェルベルジェール Emīru Byusheruberujēru?)
Seiyū: Ryōtarō Okiayu
Autoproclamado el mejor del gremio, siempre que aparece se anuncia diciendo su nombre y pronunciando en alto ser un defensor de las mujeres. Es un guerrero sobrehumano de nivel 50. Su corazón es puro y leal a sus convicciones, aunque en ocasiones pueda parecer solo un hablador con una personalidad "peculiar". Muestra su valentía al intentar defender a Rem y Celestine, del caído Gregore hasta la llegada de Diablo, quedando gravemente herido y donde el mismo Diablo reconoce su resistencia. Viste una brillante y dorada armadura, y porta una espada que puede ser blandida a una o a dos manos. Sus ataques conocidos son Sword Smite y Alps Fall.
Keera L. Greenwood (キイラ・L・グリーンウッド Kiira L Gurīn'uddo?)
Seiyū: Akira Ishida
Príncipe del reino élfico y hermano de Shera.
Chester Ray Galford (チェスター・レイ・ガルフォード Chesutā Rei Garufōdo?)
Seiyū: Akio Ōtsuka
Es un teniente general y Señor de la ciudad (Faltra). Considerado un héroe en la ciudad por haber peleado 30 años atrás contra varios caídos y derrotarlos, demuestra ser un duro adversario el cual según Diablo posee un nivel al menos de 120.
Medios (メディオス Mediosu?)
Seiyū: Sayaka Ohara
Comerciante de esclavas y dueña de una caravana. Al igual que Shera, es capaz de ver el flujo de poder mágico.
Saddler (サドラー Sadorā?)
Seiyū: Daisuke Namikawa
Paladín encargado de investigar a personas que podrían ser adoradores de los caídos realizando dolorosas torturas como medio de confesión.
Delouche Xandros (デルーシュ・ザンドロス Derūshu zandorosu?)
Seiyū: Hijiri Tajiri
Es el Sexto Rey del Reino de Lyferia
Lumachina Weselia (ルマキーナ・ウエスエリア Rumakīna Uesueria?)
Seiyū: Miku Itō
La Gran Sacerdotisa que huyó de la iglesia que ordenó su muerte, es rescatada por Diablo y desde entonces lo ve como un dios, a pesar de sus intentos de negarlo. Más tarde es escoltada por Diablo y su grupo a la Ciudad de la Torre Zircon.
Rose (@rosaゼ Roze?)
Seiyū: Aoi Koga
Una criada autómata que fue creada por Takuma (Diablo) para vigilar la mazmorra creada por él. Ella se materializa en el mundo de Cross Reverie y más tarde se reúne con Diablo, convirtiéndose en su sirviente más leal.
Horn (ンンン Horun?)
Seiyū: Fumiko Uchimura
Es un aventurero Trota Praderas (Grasswalker) a quien el grupo de Diablo conoció en la Ciudad de la Torre Zircon. Más Tarde Horn invita al grupo de Diablo a una mazmorra, que Diablo cree por la descripción, es la misma creada por él.
Fanis Laminitus (ファSATISFACTORIAン Fanisu Ramunitesu?)
Seiyū: Chinatsu Akasaki
Es el Señor Feudal de la ciudad de la Torre Zircón. Es una Artillera mágica (Magi Gunner), una subclase de la clase Arquero (Archer).
Gewalt (ゲンン Geibaruto?)
Seiyū: Kazuyuki Okitsu
Es el Segundo Paladín que se encuentra Diablo. Sólo es "Paladín" de nombre, es un tonto blasfemo que sólo sirve a "Dios" debido a que se le paga muy bien. Gewalt es el asesino privado de Vishos.
Tria (トリア @Tria?)
Seiyū: Maki Kawase
Es un Paladín. Es la primera y única mujer Caballero Santo que aparece en la orden. Ella estaba escoltando a Lumachina a la ciudad de Faltra, pero fueron atacadas por Gewalt. Fue derrotada y capturada por su Gusano trampa, pero afortunadamente Lumachina se salvó y escapó.
Batutta (ンゥタ Badouta?)
Seiyū: Kazuhiro Yamaji
Es el antiguo Líder de los paladines. Diablo se encuentra con el en la ciudad de la Torre Zircón.
Varakness (バラクネス ネ@varakunesu?)
Seiyū: Shinnosuke Tachibana
Es un Caído. Un General del Ejército del Rey Demonio. Supuestamente es de nivel 160, un guerrero que combate cuerpo a cuerpo con las manos desnudas, fue capaz de destruir fácilmente las paredes de la Torre de Zircón.
Vishos (ビジョン Bijosu?)
Seiyū: Kohsuke Toriumi
Es el Cardenal en Jefe de la Orden Cardenal. Él y otros miembros de la Orden Cardenal estaban malversando dinero de la Iglesia.
Cuando la Sacerdotisa Lumachina Weselia se entera, Vishos envió al paladín Gewalt para matarla mientras se dirigía a la ciudad de Faltra.
Grun (グリューン Guryūn?)
Seiyū: Kazutomi Yamamoto
Es un Paladín Trota Praderas (Grasswalker), Diablo se encuentra con el en la iglesia flotante en la capital Real Sevenwall.
Sanro (サンロ San Ro?)
Seiyū: Ayumu Murase
Un devoto creyente de la iglesia que vive en el distrito de la iglesia de la capital real, Sevenwall.
Babylon (ババロン Babaron?)
Seiyū: Akane Fujita
Es la Diosa que reside en el Santo Grial que estaba en el Laberinto del Rey Demonio.

## Media

### Novela Ligera
Las novelas ligeras están escritas por Yukiya Murasaki e ilustradas por Takahiro Tsurusaki. Kodansha publicó el primer volumen bajo su sello Lanove Bunko en diciembre de 2014. J-Novel Club anunció su licencia para la serie el 28 de septiembre de 2017.
Número de volúmenes
| Núm. | Fecha de publicación     | ISBN                   | Fecha de publicación    |
| ---- | ------------------------ | ---------------------- | ----------------------- |
| 1    | 2 de diciembre de 2014   | ISBN 978-4-06-381433-0 | 4 de diciembre de 2017  |
| 2    | 1 de mayo de 2015        | ISBN 978-4-06-381461-3 | 19 de febrero de 2018   |
| 3    | 2 de septiembre de 2015  | ISBN 978-4-06-381487-3 | 7 de mayo de 2018       |
| 4    | 2 de febrero de 2016     | ISBN 978-4-06-381513-9 | 23 de julio de 2018     |
| 5    | 2 de junio de 2016       | ISBN 978-4-06-381541-2 | 8 de octubre de 2018    |
| 6    | 30 de septiembre de 2016 | ISBN 978-4-06-381557-3 | 10 de diciembre de 2018 |
| 7    | 2 de marzo de 2017       | ISBN 978-4-06-381589-4 | 26 de febrero de 2019   |
| 8    | 2 de agosto de 2017      | ISBN 978-4-06-381619-8 | 29 de abril de 2019     |
| 9    | 2 de febrero de 2018     | ISBN 978-4-06-381643-3 | 15 de junio de 2019     |
| 10   | 29 de junio de 2018      | ISBN 978-4-06-512645-5 | 8 de septiembre de 2019 |
| 11   | 2 de octubre de 2018     | ISBN 978-4-06-513796-3 | 2 de diciembre de 2019  |
| 12   | 2 de mayo de 2019        | ISBN 978-4-06-515618-6 | 26 de enero de 2020     |
| 13   | 2 de junio de 2020       | ISBN 978-4-06-519445-4 | 1 de diciembre de 2020  |
| 14   | 2 de junio de 2021       | ISBN 978-4-06-523735-9 | 12 de octubre de 2021   |

### Manga
Naoto Fukuda publicó una adaptación de manga de la serie en el servicio de manga Suiyōbi no Sirius de Kodansha en junio de 2015. Seven Seas Entertainment anunció su licencia para el manga el 14 de septiembre de 2017.
| Núm. | Fecha de publicación     | ISBN                                               | Fecha de publicación     | ISBN                   |
| ---- | ------------------------ | -------------------------------------------------- | ------------------------ | ---------------------- |
| 1    | 2 de febrero de 2016     | ISBN 978-4-06-376596-0                             | 26 de junio de 20187     | ISBN 978-1-626927-60-5 |
| 2    | 2 de junio de 2016       | ISBN 978-4-06-390637-0                             | 25 de septiembre de 2018 | ISBN 978-1-626928-65-7 |
| 3    | 30 de septiembre de 2016 | ISBN 978-4-06-390657-8                             | 26 de febrero de 2019    | ISBN 978-1-626929-65-4 |
| 4    | 9 de marzo de 2017       | ISBN 978-4-06-390687-5                             | 14 de mayo de 2019       | ISBN 978-1-64275-078-2 |
| 5    | 9 de agosto de 2017      | ISBN 978-4-06-390723-0                             | 24 de septiembre de 2019 | ISBN 978-1-64275-339-4 |
| 6    | 2 de febrero de 2018     | ISBN 978-4-06-510795-9 ISBN 978-4-06-510419-4 (EL) | 19 de noviembre de 2019  | ISBN 978-1-64275-340-0 |
| 7    | 9 de julio de 2018       | ISBN 978-4-06-511981-5 ISBN 978-4-06-512845-9 (EL) | 28 de abril de 2020      | ISBN 978-1-64505-220-3 |
| 8    | 6 de diciembre de 2018   | ISBN 978-4-06-514075-8                             | 4 de agosto de 2020      | ISBN 978-1-64505-518-1 |
| 9    | 9 de mayo de 2019        | ISBN 978-4-06-515400-7                             | 13 de octubre de 2020    | ISBN 978-1-64505-758-1 |
| 10   | 9 de octubre de 2019     | ISBN 978-4-06-517217-9                             | 26 de enero de 2021      | ISBN 978-1-64505-808-3 |
| 11   | 9 de abril de 2020       | ISBN 978-4-06-519084-5                             | 27 de abril de 2021      | ISBN 978-1-64827-103-8 |
| 12   | 9 de diciembre de 2020   | ISBN 978-4-06-519084-5                             | 5 de octubre de 2021     | ISBN 978-1-64827-289-9 |
| 13   | 9 de marzo de 2021       | ISBN 978-4-06-522506-6                             | 4 de enero de 2022       | ISBN 978-1-64827-385-8 |
| 14   | 9 de junio de 2021       | ISBN 978-4-06-523593-5                             | 14 de junio de 2022      | ISBN 978-1-63858-305-9 |
| 15   | 9 de septiembre de 2021  | ISBN 978-4-06-524775-4                             | 3 de enero de 2023       | ISBN 978-1-63858-892-4 |
| 16   | 7 de enero de 2022       | ISBN 978-4-06-526564-2                             | 15 de agosto de 2023     | ISBN 978-1-68579-516-0 |
| 17   | 7 de abril de 2022       | ISBN 978-4-06-527390-6                             | 28 de noviembre de 2023  | ISBN 978-1-68579-953-3 |
| 18   | 7 de julio de 2022       | ISBN 978-4-06-528254-0                             | 16 de abril de 2024      | ISBN 979-8-88843-355-3 |
| 19   | 9 de noviembre de 2022   | ISBN 978-4-06-529673-8                             | 20 de agosto de 2024     | ISBN 979-8-88843-851-0 |
| 20   | 9 de marzo de 2023       | ISBN 978-4-06-531500-2                             | 17 de diciembre de 2024  | ISBN 979-8-88843-983-8 |
| 21   | 8 de agosto de 2023      | ISBN 978-4-06-532717-3                             | 8 de abril de 2025       | ISBN 979-8-89160-528-2 |
| 22   | 7 de diciembre de 2023   | ISBN 978-4-06-533824-7                             | 5 de agosto de 2025      | ISBN 979-8-89373-352-5 |
| 23   | 9 de avril de 2024       | ISBN 978-4-06-535211-3                             | 9 de diciembre de 2025   | ISBN 979-8-89373-353-2 |
| 24   | 7 de agosto de 2024      | ISBN 978-4-06-536442-0                             | —                        | —                      |
| 25   | 9 de diciembre de 2024   | ISBN 978-4-06-537710-9                             | —                        | —                      |
| 26   | 9 de abril de 2025       | ISBN 978-4-06-539074-0                             | —                        | —                      |
| 27   | 7 de agosto de 2025      | ISBN 978-4-06-540291-7                             | —                        | —                      |

### Anime
Una adaptación a serie de anime se anunció en enero de 2018. La serie está dirigida por Yūta Murano y escrita por Kazuyuki Fudeyasu, con animación del estudio Ajia-do Animation Works. Los diseños de personajes para la serie son proporcionados por Shizue Kaneko. Yuki Nishioka es el director principal de animación. Yuki Miyamoto proporciona diseños de monstruos y sirve como director de animación de acción. Los fondos son proporcionados por Kusanagi, y Natsuko Otsuka es el artista clave del color. La fotografía de la serie está dirigida por Teppei Satō en Asahi Production Shiraishi Studio, y Satoshi Motoyama dirige el sonido en Half HP Studio.
La serie se transmitió del 5 de julio al 20 de septiembre de 2018 por los canales AT-X, Tokyo MX, FNS y Sun TV. Crunchyroll transmitió simultáneamente la serie fuera de Asia, y Funimation transmitió un simuldub en Norteamérica. El tema de apertura de la serie, "DeCIDE", es interpretado por la unidad SUMMONERS 2+, un grupo compuesto por las actrices de voz Azumi Waki, Yū Serizawa, Yumi Hara, Rumi Okubo y Emiri Katō, y el tema final, "Saiaku na Hi demo Anata ga Suki." (最悪な日でもあなたが好き。, "Me gustas incluso en el peor día."), es interpretado por Serizawa y producido por HoneyWorks. La serie duró 12 episodios.
Se anunció la producción de una segunda temporada que se estrenará en el año 2021, Satoshi Kuwabara se encarga de la dirección del anime en los estudios Tezuka Productions y Okuruto Noboru, en sustitución de Yuuta Murano y los estudios Ajia-do Animation Works. Al final de cada uno de los episodios de la segunda temporada se pueden apreciar ilustraciones que recrean a los personajes femeninos en sensuales posiciones, las cuales son realizadas por ilustradores invitados.